# Arthroclianthus cuneatus
Arthroclianthus cuneatus är en ärtväxtart som beskrevs av Anton Karl Schindler. Arthroclianthus cuneatus ingår i släktet Arthroclianthus och familjen ärtväxter. Inga underarter finns listade i Catalogue of Life.